# 홍익항공
홍익항공(Hongik Air)은 대한민국의 헬리콥터 항공기 운행사이다. 김포국제공항을 거점으로 삼고 있다.
1994년 항공운송사업을 승인받아 설립되었고, 주로 민간운송을 비롯해 화물운송, 산불진화, 항공방재, 순시탐사, 항공연선, 방송촬영 위주로 사업을 한다. 거의 모든 기종이 헬리콥터로 사용한다.

## 취항지
| 서울/김포 \|\| align=center\|GMP\|\|align=center\|RKSS \|\| 김포 |